# لنداشتول
شهر لنداشتول (به آلمانی: Landstuhl) در ایالت راینلند-فالتز در کشور آلمان واقع شده‌است.